# Nemzetgyűlés (Bulgária)
A Nemzetgyűlés (bolgárul: Народно събрание; latin átírással: Narodno sabranie) a Bolgár Köztársaság egykamarás parlamentje és törvényhozó szerve. 

## Története
A nemzetgyűlést 1879 -ben hozták létre a tarnovói alkotmánnyal.

## Felépítése
A Nemzetgyűlés 240 tagból áll, akiket négyéves ciklusra választanak, arányos képviselet útján, többszéki választókerületekben. A politikai pártoknak a nemzeti szavazatok legalább 4% -át be kell szerezniük ahhoz, hogy bekerüljenek a Parlamentbe.
A Nemzetgyűlés felelős a törvények elfogadásáért, a költségvetés jóváhagyásáért, az elnökválasztás beütemezéséért, a miniszterelnök és más miniszterek kinevezéséért és elbocsátásáért, a hadüzenetért, a béke megkötéséért és a csapatok Bulgárián kívüli bevetéséért, valamint a nemzetközi szerződések és megállapodások ratifikálásáért.
A Nemzetgyűlés adminisztrálja a Bulgária hivatalos közlönyének, az Állami Közlönynek a kiadását.
Az alkotmány értelmében az Nemzetgyűlést a legidősebb választott országgyűlési képviselő avatja fel. 
Megválasztása után a házelnökök megtartják párthűségüket, ami azt jelenti, hogy továbbra is képviselők maradnak, és részt vehetnek a vitákban és a szavazásokban.
121 képviselőnek jelen kell lennie ahhoz, hogy bármely ülés elkezdődhessen, és a jelenlévők 50%-ának+1 -nek szavaznia kell "bármely" ügyrendi javaslat vagy törvényjavaslat jóváhagyására.
A Parlament  szerdától péntekig ül, az ülések reggel 9 órakor kezdődnek. A parlamenti bizottságok délután üléseznek.

## További információ k
- Narodno Sabranie Archiválva 2005. június 24-i dátummal a Wayback Machine-ben
- Narodno Sabranie története Archiválva 2008. június 13-i dátummal a Wayback Machine-ben (angolul)
- Történelmi képek
- 360°-panoráma